# Rashad Carmichael
Rashad Bernard Carmichael, detto Roc (Laurinburg, 9 settembre 1988), è un giocatore di football americano statunitense che gioca nel ruolo di cornerback per i Philadelphia Eagles della National Football League (NFL). Fu scelto nel corso del quarto giro (127º assoluto) del Draft NFL 2011 dagli Houston Texans. Al college ha giocato a football alla Virginia Tech University.

## Carriera professionistica

### Houston Texans
Carmichael fu scelto nel corso del giro del Draft 2011 dai Houston Texans. Nella sua stagione da rookie non disputò alcuna partita a causa di un infortunio alla spalla subito il 16 settembre 2011 che lo tenne fuori dai campi di gioco per il resto dell'annata. Debuttò come professionista la stagione successiva, terminando l'annata con 6 presenze, 8 tackle e un passaggio deviato.

### Philadelphia Eagles
Il 18 settembre 2013, Carmichael firmò coi Philadelphia Eagles.

## Vittorie e premi
Nessuno

## Statistiche
| Partite totali      | 10  |
| Partite da titolare | 0   |
| Tackle totali       | 12  |
| Sack                | 0,0 |
| Intercetti          | 0   |